# Belas (Angola)
Belas ist ein Kreis in Angola. Er ist Teil des Stadtgebiets der Hauptstadt Luanda. Die Volkszählung 2014 ergab 1 056 000 Einwohner. Im Jahr 2019 wurde die Einwohnerzahl auf 1,27 Millionen geschätzt. Im Jahr 2024 wurde der Kreis neu zugeschnitten.
Die bekannte Halbinsel Ilho do Mussulo lag bis zur Verwaltungsreform 2016 im Kreisgebiet, ebenso wie das Kongresszentrum und das Belas Shopping-Center, die seitdem jedoch zum neu geschaffenen Kreis Talatona gehören. In Belas befindet sich das Estádio 11 de Novembro, der Campus der Universidade Agostinho Neto, die private Universidade de Belas, das Einkaufszentrum mit Freizeitpark Ulengo Glakeni Center sowie die Autorennstrecke Autódromo Internacional de Luanda.

## Verwaltung
Der Kreis (Município) Belas in der Provinz Luanda wurde am 31. März 2011 von der Nationalversammlung gebilligt. Nach der Verwaltungsreform vom November 2016 bestand der Kreis Belas aus der Gemeinde Barra do Cuanza und sechs Stadtdistrikten.
Seit den Änderungen im Zuge der Abspaltungen von der Provinz Luanda im Jahr 2024 besteht der Kreis aus den drei Gemeinden Barra do Cuanza, Cabolombo und Ramiros.

## Infrastruktur
Mitte 2019 billigte die Weltbank das Projekt „Wasserversorgung Bita IV“, durch das bis 2025 die Kreise Belas, Talatona und Viana vollständig an das Wasserleitungsnetz angeschlossen werden sollen. Dafür ist im Ort Bita eine Wasseraufbereitungsanlage mit Verteilungszentren in verschiedenen Stadtteilen geplant, zu der Wasser aus dem 82 km entfernen Fluss Cuanza geleitet wird. Bisher besteht die Wasserversorgung in dem Gebiet nur zeitweise, ist inadequat oder nicht existent. Das Projekt hat ein Kostenvolumen von einer Milliarde US-Dollar und wird zur Hälfte von der Weltbank finanziert.